# 횡성생활체육공원
북위 37° 29′ 49″ 동경 127° 59′ 16″ / 북위 37.496887°  동경 127.987686° 
횡성생활체육공원(橫城生活體育公園, Hoengseong Sports Park)는 대한민국 강원특별자치도 횡성군에 있는 스포츠 시설 단지이다. 횡성종합운동장, 횡성생활체육공원 보조경기장, 횡성실내체육관 등 여러 스포츠 경기 시설이 갖춰져 있다.

## 참고 문헌
- “횡성생활체육공원”. 횡성군청.
- 《전국 공공체육 시설 현황 (2017년말 기준)》. 대한민국 문화체육관광부. 2019.
- 《2019년 전국 공공체육시설 현황 (2018년말 기준)》. 대한민국 문화체육관광부. 2020.

## 같이 보기
- 횡성종합운동장